# Нововасилевка (Генический район)
Нововасилевка (укр. Нововасилівка) — село в Ивановской поселковой общине Генического района Херсонской области Украины. Расположено на реке Большая Калга.
Население по переписи 2001 года составляло 826 человек. Занимает площадь 60,478 км². Почтовый индекс — 75432. Телефонный код — 5531.

## Местный совет
75432, Херсонская обл., Ивановский р-н, с. Нововасилевка, ул. Ленина, 34